# Drohomireccy
Drohomirecki – nazwisko dwóch polskich rodów szlacheckich:

## Drohomireccy herbu Łuk

herb Łuk

Drohomireccy herbu Łuk – polski ród szlachecki.

## Drohomireccy herbu Sas

herb Sas

Drohomireccy herbu Sas – polski ród szlachecki, który wziął swoje nazwisko od Drohomirczan w Ziemi halickiej.
Jeden z najstarszych i najbardziej rozgałęzionych rodów szlacheckich na Rusi. Z herbem Sas zostali Drohomireccy odnotowani już w 1262 r. W związku z licznym rozrodzeniem poszczególne linie używały dla rozróżnienia następujących przydomków: Czepyha, Howora, Soroka, Sulima i Szyszka.
Legitymowali się ze szlachectwa licznie w zaborze austriackim oraz w zaborze rosyjskim.

### Członkowie rodu
- Makary Drohomirecki (1840–1863) – powstaniec styczniowy